# Міхаловиці (Прушковський повіт)
Міхаловіце (пол. Michałowice) — село в Польщі, у гміні Міхаловіце Прушковського повіту Мазовецького воєводства.
Населення — 1997 осіб (2011).
У 1975—1998 роках село належало до Варшавського воєводства.

## Демографія
Демографічна структура станом на 31 березня 2011 року:
|          | Загалом | Допрацездатний вік | Працездатний вік | Постпрацездатний вік |
| -------- | ------- | ------------------ | ---------------- | -------------------- |
| Чоловіки | 937     | 193                | 624              | 120                  |
| Жінки    | 1060    | 210                | 607              | 243                  |
| Разом    | 1997    | 403                | 1231             | 363                  |